# Мистул, Одетт
Одетт Мистул (в замужестве — Кингбоу) (фр. Odette Mistoul; род. 22 февраля 1959) — габонская легкоатлетка, выступавшая в толкании ядра и метании диска. Участница летних Олимпийских игр 1984 года, трёхкратная чемпионка Африки 1979, 1982 и 1984 годов, бронзовый призёр чемпионата Африки 1985 года. Первая женщина, представлявшая Габон на Олимпийских играх.

## Биография
Одетт Мистул родилась 22 февраля 1959 года.
В 1978 году завоевала золотую медаль чемпионата Центральной Африки по лёгкой атлетике в толкании ядра с результатом 12,44 метра. В 1980 году повторила успех (13,80).
Трижды выигрывала золотые медали чемпионата Африки в толкании ядра: в 1979 году в Дакаре (13,45), в 1982 году в Каире (14,21), в 1984 году в Рабате (15,51). В 1985 году в Каире стала бронзовым призёром (14,54).
В 1979 году на Кубке мира по лёгкой атлетике заняла 8-е место в толкании ядра (13,71).
В 1983 году участвовала в чемпионате мира в Хельсинки, где стала 18-й в толкании ядра (14,23), не сумев выйти в финал.
В 1984 году вошла в состав сборной Габона на летних Олимпийских играх в Лос-Анджелесе. В толкании ядра заняла последнее, 13-е место, показав результат 14,59 и уступив 5,89 метра завоевавшей золото Клаудии Лош из ФРГ. Была знаменосцем сборной Габона на церемонии открытия Олимпиады.
Мистул стала первой женщиной, представлявшей Габон на Олимпийских играх.
Была рекордсменкой Габона в толкании ядра и метании диска.
По окончании выступлений продолжила работать в спортивной сфере. Баллотировалась в женский комитет ИААФ.

## Личный рекорд
- Толкание ядра — 15,51 (август 1984, Рабат)[6]